# Una notte a Casablanca
Una notte a Casablanca (A Night in Casablanca) è un film del 1946 diretto da Archie Mayo e interpretato dai fratelli Marx.

## La trama
A Casablanca tutti i direttori di un famoso hotel vengono uccisi per mano dal pericoloso nazista Heinrich Stubel, che agisce sotto le mentite spoglie del conte Pfferman. Questi vorrebbe impadronirsi dell'albergo, dove è stato nascosto un ingente bottino di guerra. Ma Ronald Kornblow, il nuovo strampalato direttore, con l'aiuto di due altrettanto svagati inservienti dell'hotel, Rusty e Corbaccio, riuscirà dopo mille esilaranti peripezie a far arrestare l'uomo e la sua gang, e a far trionfare l'amore di due giovani.

## La critica
Il critico James Agee scrisse nella sua recensione: "A quanto sembra, non si può mai dire che un film sarà l'ultimo dei fratelli Marx: così non è necessario spingere i loro ammiratori ad andare a vedere "Una notte a Casablanca". Non sarà uno dei loro film migliori, ma non importa: i loro peggiori saranno sempre meglio di tanti altri che mi vengono in mente".

## Curiosità
- Il film è del 1946 e segna il ritorno dei fratelli Marx al cinema, dopo cinque anni di assenza dallo schermo. Per questa occasione i tre fratelli crearono insieme a David L. Loew una piccola casa di produzione, la "LoMa Film". Il film venne distribuito dalla United Artists.
- Divertente burlesque di spionaggio, il film, nonostante gli intenti iniziali, presenta solo qualche spunto del celeberrimo Casablanca (Casablanca, 1942) di Michael Curtiz, naturalmente parodiandolo.
- Appena venuto a conoscenza di questo progetto la Warner Brothers, lo Studio che produsse Casablanca, scrisse a Groucho una lettera di protesta, in quanto credeva di avere il diritto esclusivo nell'utilizzare il titolo "Casablanca". Groucho rispose dicendo che allora anche loro gli avrebbero dovuto rendere conto, dato che i Marx "erano fratelli" da molto tempo prima dei Warner.